# لا رو تورانجيل 2025
لا رو تورانجيل 2025 (بالفرنسية: Roue Tourangelle 2025)‏ هو سباق دراجات هوائية من فئة  1.1، وهو الموسم الثالث والعشرين من لا رو تورانجيل، وأقيم في 30 مارس 2025.
فاز بالمركز الأول Erlend Blikra ‏، وحلَّ في المركز الثاني بريان كوكار، بينما جاء جيربن تايسن ‏ في المركز الثالث.

## الفرق
| فرق عالمية (5)- Intermarché-Wanty - Arkéa-B&B Hotels - Cofidis - Groupama-FDJ - Decathlon AG2R La Mondiale Team فرق برو (9)- Team TotalEnergies - Unibet Tietema Rockets ‏ - كاجا رورال-سيغوروس 2025 ‏ - أونو-إكس موبيليتي ‏ - سويس ريسينغ أكادمي ‏ - Equipo Kern Pharma ‏ - VF Group-Bardiani CSF-Faizanè - برجس بي إتش ‏ - بنجوال باوليز ساوكس دبليو بي ‏ فرق قارية (6)- إتش بي بي تي بي – أوبير 93 ‏ - Van Rysel–Roubaix ‏ - CIC U Nantes Atlantique ‏ - Nice Métropole Côte d'Azur ‏ - Soudal–Quick-Step Devo Team ‏ - MYVELO Pro Cycling Team ‏ |  |
| |  |

## المشاركون
| Team TotalEnergies TEN | Team TotalEnergies TEN | Team TotalEnergies TEN |
| ---------------------- | ---------------------- | ---------------------- |
| م                      | عداء                   | مرتبة                  |
| 1                      | Jason Tesson ‏          | 111                    |
| 2                      | Florian Dauphin ‏       | 7                      |
| 3                      | Joris Delbove ‏         | 45                     |
| 4                      | Alexandre Delettre ‏    | 44                     |
| 5                      | Nicola Marcerou ‏       | 87                     |
| 6                      | Lucas Boniface ‏        | 33                     |
| 7                      | Fabien Grellier ‏       | 94                     |

| Intermarché-Wanty IWA | Intermarché-Wanty IWA | Intermarché-Wanty IWA |
| --------------------- | --------------------- | --------------------- |
| م                     | عداء                  | مرتبة                 |
| 11                    | Francesco Busatto ‏    | 46                    |
| 12                    | Halvor Dolven ‏        | 54                    |
| 13                    | Victor Hannes‏         | 114                   |
| 14                    | آرنه ماريت ‏           | 90                    |
| 15                    | جيربن تايسن ‏          | 3                     |
| 16                    | Tobias Müller ‏        | 98                    |
| 17                    | Gijs Van Hoecke ‏      | 57                    |

| Arkéa-B&B Hotels ARK | Arkéa-B&B Hotels ARK | Arkéa-B&B Hotels ARK |
| -------------------- | -------------------- | -------------------- |
| م                    | عداء                 | مرتبة                |
| 21                   | جينثي بيرمانز ‏       | 5                    |
| 22                   | كليمان فنتوريني      | 4                    |
| 23                   | Mathis Le Berre ‏     | 51                   |
| 24                   | Axel Bouquet ‏        | 108                  |
| 25                   | Jean-Loup Fayolle ‏   | لم يكمل السباق       |
| 26                   | Baptiste Gillet ‏     | 40                   |
| 27                   | Nicolas Milesi ‏      | 32                   |

| Cofidis COF | Cofidis COF              | Cofidis COF |
| ----------- | ------------------------ | ----------- |
| م           | عداء                     | مرتبة       |
| 31          | بريان كوكار              | 2           |
| 32          | Nicolas Debeaumarché ‏    | 115         |
| 33          | Valentin Ferron ‏         | 48          |
| 34          | Oliver Knight (cyclist) ‏ | 75          |
| 35          | Paul Ourselin ‏           | 69          |
| 36          | أنتوني بيريز             | 50          |
| 37          | بنجامين توماس            | 96          |

| Groupama-FDJ GFC | Groupama-FDJ GFC    | Groupama-FDJ GFC |
| ---------------- | ------------------- | ---------------- |
| م                | عداء                | مرتبة            |
| 41               | Clément Davy ‏       | 30               |
| 42               | Thibaud Gruel ‏      | 43               |
| 43               | Eddy Le Huitouze ‏   | 10               |
| 44               | Matt Walls ‏         | 19               |
| 45               | FRA                 | 65               |
| 46               | NZL                 | 14               |
| 47               | Maximilian Cushway ‏ | 125              |

| Decathlon-AG2R La Mondiale DAT | Decathlon-AG2R La Mondiale DAT | Decathlon-AG2R La Mondiale DAT |
| ------------------------------ | ------------------------------ | ------------------------------ |
| م                              | عداء                           | مرتبة                          |
| 51                             | FRA                            | 84                             |
| 52                             | AUS                            | لم يكمل السباق                 |
| 53                             | Noa Isidore ‏                   | 18                             |
| 54                             | Daniel Weis Nielsen ‏           | لم يكمل السباق                 |
| 55                             | Nans Peters ‏                   | 59                             |
| 56                             | Gianluca Pollefliet ‏           | 53                             |
| 57                             | FRA                            | 78                             |

| Unibet Tietema Rockets ‏ RKT | Unibet Tietema Rockets ‏ RKT | Unibet Tietema Rockets ‏ RKT |
| --------------------------- | --------------------------- | --------------------------- |
| م                           | عداء                        | مرتبة                       |
| 61                          | Davide Bomboi ‏              | 77                          |
| 62                          | أندرياس ستوكبرو             | 23                          |
| 63                          | Charles Paige ‏              | 86                          |
| 64                          | Tomáš Kopecký (cyclist) ‏    | 35                          |
| 65                          | Joren Bloem ‏                | لم يكمل السباق              |
| 66                          | Lander Loockx ‏              | 17                          |
| 67                          | Sebastian Nielsen ‏          | 71                          |

| كاجا رورال-سيغوروس ‏ CJR | كاجا رورال-سيغوروس ‏ CJR | كاجا رورال-سيغوروس ‏ CJR |
| ----------------------- | ----------------------- | ----------------------- |
| م                       | عداء                    | مرتبة                   |
| 71                      | إدوارد براديس           | 39                      |
| 72                      | Sergi Darder ‏           | 13                      |
| 73                      | Alex Díaz Álvarez ‏      | 31                      |
| 74                      | Javier Ibañez ‏          | 106                     |
| 75                      | Fernando Barceló ‏       | 11                      |
| 76                      | Iúri Leitão ‏            | لم يكمل السباق          |
| 77                      | Francisco Peñuela ‏      | 15                      |

| أونو-إكس موبيليتي ‏ UXM | أونو-إكس موبيليتي ‏ UXM     | أونو-إكس موبيليتي ‏ UXM |
| ---------------------- | -------------------------- | ---------------------- |
| م                      | عداء                       | مرتبة                  |
| 81                     | Jonas Iversby Hvideberg ‏   | 62                     |
| 82                     | Stian Fredheim ‏            | 9                      |
| 83                     | Rasmus Bøgh Wallin ‏        | 68                     |
| 84                     | Henrik Pedersen (cyclist) ‏ | 29                     |
| 85                     | Martin Urianstad ‏          | 60                     |
| 86                     | Erlend Blikra ‏             | 1                      |
| 87                     | Sakarias Koller Løland ‏    | 47                     |

| سويس ريسينغ أكادمي ‏ TUD | سويس ريسينغ أكادمي ‏ TUD | سويس ريسينغ أكادمي ‏ TUD |
| ----------------------- | ----------------------- | ----------------------- |
| م                       | عداء                    | مرتبة                   |
| 91                      | Alberto Dainese ‏        | 76                      |
| 92                      | Miká Heming ‏            | 95                      |
| 93                      | Aivaras Mikutis ‏        | 82                      |
| 94                      | جويل سوتير              | 124                     |
| 95                      | Roland Thalmann ‏        | 83                      |
| 96                      | Robin Donzé‏             | 109                     |
| 97                      | NOR                     | 104                     |

| Equipo Kern Pharma ‏ EKP | Equipo Kern Pharma ‏ EKP | Equipo Kern Pharma ‏ EKP |
| ----------------------- | ----------------------- | ----------------------- |
| م                       | عداء                    | مرتبة                   |
| 101                     | فرنسيسكو غالفان         | 6                       |
| 102                     | Antonio Jesús Soto ‏     | 16                      |
| 103                     | Mikel Retegi ‏           | لم يكمل السباق          |
| 104                     | Miguel Ángel Fernández ‏ | 103                     |
| 105                     | Hugo Aznar ‏             | 88                      |
| 106                     | Haimar Etxeberria ‏      | لم يكمل السباق          |
| 107                     | Ibai Azanza ‏            | 102                     |

| VF Group-Bardiani CSF-Faizanè VBF | VF Group-Bardiani CSF-Faizanè VBF | VF Group-Bardiani CSF-Faizanè VBF |
| --------------------------------- | --------------------------------- | --------------------------------- |
| م                                 | عداء                              | مرتبة                             |
| 111                               | Federico Biagini ‏                 | 85                                |
| 112                               | Luca Colnaghi ‏                    | 110                               |
| 113                               | Lorenzo Conforti ‏                 | 37                                |
| 114                               | Filippo Fiorelli ‏                 | 12                                |
| 115                               | Filippo Magli ‏                    | 27                                |
| 116                               | Filippo Turconi ‏                  | 41                                |
| 117                               | Enrico Zanoncello ‏                | 22                                |

| برجس بي إتش ‏ BBH | برجس بي إتش ‏ BBH          | برجس بي إتش ‏ BBH |
| ---------------- | ------------------------- | ---------------- |
| م                | عداء                      | مرتبة            |
| 121              | Clément Alleno ‏           | 58               |
| 122              | Rodrigo Álvarez ‏          | 63               |
| 123              | Ángel Fuentes ‏            | 49               |
| 124              | David Martin ‏             | 25               |
| 125              | George Jackson (cyclist) ‏ | لم يكمل السباق   |
| 126              | Vojtěch Kmínek ‏           | لم يكمل السباق   |
| 127              | Antonio Angulo ‏           | 28               |

| بنجوال باوليز ساوكس دبليو بي ‏ WB2 | بنجوال باوليز ساوكس دبليو بي ‏ WB2 | بنجوال باوليز ساوكس دبليو بي ‏ WB2 |
| --------------------------------- | --------------------------------- | --------------------------------- |
| م                                 | عداء                              | مرتبة                             |
| 131                               | Jocelyn Baguelin ‏                 | 52                                |
| 132                               | بيير باربييه                      | 112                               |
| 133                               | Quentin Bezza ‏                    | 101                               |
| 134                               | Tom Portsmouth ‏                   | 34                                |
| 135                               | Henri-François Haquin ‏            | 24                                |
| 136                               | Axandre Van Petegem ‏              | 92                                |
| 137                               | ساشا ويميس                        | 97                                |

| إتش بي بي تي بي – أوبير 93 ‏ AUB | إتش بي بي تي بي – أوبير 93 ‏ AUB | إتش بي بي تي بي – أوبير 93 ‏ AUB |
| ------------------------------- | ------------------------------- | ------------------------------- |
| م                               | عداء                            | مرتبة                           |
| 141                             | Lucas Beneteau ‏                 | 64                              |
| 142                             | Nicolas Breuillard ‏             | 113                             |
| 143                             | Romain Cardis ‏                  | 55                              |
| 144                             | Dillon Corkery ‏                 | 8                               |
| 145                             | Théo Delacroix ‏                 | 105                             |
| 146                             | Jérémy Lecroq ‏                  | لم يكمل السباق                  |
| 147                             | ألان ريو ‏                       | 73                              |

| Van Rysel–Roubaix ‏ VRR | Van Rysel–Roubaix ‏ VRR | Van Rysel–Roubaix ‏ VRR |
| ---------------------- | ---------------------- | ---------------------- |
| م                      | عداء                   | مرتبة                  |
| 151                    | بابتيست بلانكايرت      | 56                     |
| 152                    | Daniel Årnes ‏          | 42                     |
| 153                    | Maxime Jarnet ‏         | 74                     |
| 154                    | كيني مولي              | 70                     |
| 155                    | ايمانويل مورين         | 20                     |
| 156                    | Killian Théot ‏         | 21                     |
| 157                    | Rait Ärm ‏              | لم يكمل السباق         |

| CIC U Nantes Atlantique ‏ UCN | CIC U Nantes Atlantique ‏ UCN | CIC U Nantes Atlantique ‏ UCN |
| ---------------------------- | ---------------------------- | ---------------------------- |
| م                            | عداء                         | مرتبة                        |
| 161                          | Ronan Augé ‏                  | 61                           |
| 162                          | Corentin Devroute ‏           | 122                          |
| 163                          | Justin Ducret ‏               | 80                           |
| 164                          | Similien Hamon‏               | 121                          |
| 165                          | Antoine Hue ‏                 | 100                          |
| 166                          | Lenaïc Langella ‏             | 119                          |
| 167                          | Axel Mariault ‏               | 36                           |

| Nice Métropole Côte d'Azur ‏ NMC | Nice Métropole Côte d'Azur ‏ NMC | Nice Métropole Côte d'Azur ‏ NMC |
| ------------------------------- | ------------------------------- | ------------------------------- |
| م                               | عداء                            | مرتبة                           |
| 171                             | Damien Girard (cyclist) ‏        | 126                             |
| 173                             | Andrea Mifsud ‏                  | 67                              |
| 174                             | Axel Narbonne-Zuccarelli ‏       | 66                              |
| 175                             | Alexander Konijn ‏               | 118                             |
| 176                             | Andrei Carbunarea‏               | 107                             |
| 177                             | Carter Guichard‏                 | 120                             |

| Soudal–Quick-Step Devo Team ‏ SQD | Soudal–Quick-Step Devo Team ‏ SQD | Soudal–Quick-Step Devo Team ‏ SQD |
| -------------------------------- | -------------------------------- | -------------------------------- |
| م                                | عداء                             | مرتبة                            |
| 181                              | Jonathan Vervenne ‏               | 81                               |
| 182                              | BEL                              | 91                               |
| 183                              | SLO                              | 38                               |
| 184                              | ESP                              | 93                               |
| 185                              | Hodei Muñoz Gabiña ‏              | 26                               |
| 186                              | Renato Favero ‏                   | 79                               |
| 187                              | BEL                              | 123                              |

| MYVELO Pro Cycling Team ‏ MCT | MYVELO Pro Cycling Team ‏ MCT | MYVELO Pro Cycling Team ‏ MCT |
| ---------------------------- | ---------------------------- | ---------------------------- |
| م                            | عداء                         | مرتبة                        |
| 191                          | GER                          | 117                          |
| 192                          | Nils Brun ‏                   | 89                           |
| 193                          | SUI                          | 116                          |
| 195                          | Jan Sommer ‏                  | 72                           |
| 196                          | Tillman Sarnowski‏            | 99                           |
| 197                          | Miron Lipp‏                   | 127                          |

| Team TotalEnergies TEN | Team TotalEnergies TEN | Team TotalEnergies TEN |
| ---------------------- | ---------------------- | ---------------------- |
| م                      | عداء                   | مرتبة                  |
| 1                      | Jason Tesson ‏          | 111                    |
| 2                      | Florian Dauphin ‏       | 7                      |
| 3                      | Joris Delbove ‏         | 45                     |
| 4                      | Alexandre Delettre ‏    | 44                     |
| 5                      | Nicola Marcerou ‏       | 87                     |
| 6                      | Lucas Boniface ‏        | 33                     |
| 7                      | Fabien Grellier ‏       | 94                     |

| Intermarché-Wanty IWA | Intermarché-Wanty IWA | Intermarché-Wanty IWA |
| --------------------- | --------------------- | --------------------- |
| م                     | عداء                  | مرتبة                 |
| 11                    | Francesco Busatto ‏    | 46                    |
| 12                    | Halvor Dolven ‏        | 54                    |
| 13                    | Victor Hannes‏         | 114                   |
| 14                    | آرنه ماريت ‏           | 90                    |
| 15                    | جيربن تايسن ‏          | 3                     |
| 16                    | Tobias Müller ‏        | 98                    |
| 17                    | Gijs Van Hoecke ‏      | 57                    |

| Arkéa-B&B Hotels ARK | Arkéa-B&B Hotels ARK | Arkéa-B&B Hotels ARK |
| -------------------- | -------------------- | -------------------- |
| م                    | عداء                 | مرتبة                |
| 21                   | جينثي بيرمانز ‏       | 5                    |
| 22                   | كليمان فنتوريني      | 4                    |
| 23                   | Mathis Le Berre ‏     | 51                   |
| 24                   | Axel Bouquet ‏        | 108                  |
| 25                   | Jean-Loup Fayolle ‏   | لم يكمل السباق       |
| 26                   | Baptiste Gillet ‏     | 40                   |
| 27                   | Nicolas Milesi ‏      | 32                   |

| Cofidis COF | Cofidis COF              | Cofidis COF |
| ----------- | ------------------------ | ----------- |
| م           | عداء                     | مرتبة       |
| 31          | بريان كوكار              | 2           |
| 32          | Nicolas Debeaumarché ‏    | 115         |
| 33          | Valentin Ferron ‏         | 48          |
| 34          | Oliver Knight (cyclist) ‏ | 75          |
| 35          | Paul Ourselin ‏           | 69          |
| 36          | أنتوني بيريز             | 50          |
| 37          | بنجامين توماس            | 96          |

| Groupama-FDJ GFC | Groupama-FDJ GFC    | Groupama-FDJ GFC |
| ---------------- | ------------------- | ---------------- |
| م                | عداء                | مرتبة            |
| 41               | Clément Davy ‏       | 30               |
| 42               | Thibaud Gruel ‏      | 43               |
| 43               | Eddy Le Huitouze ‏   | 10               |
| 44               | Matt Walls ‏         | 19               |
| 45               | FRA                 | 65               |
| 46               | NZL                 | 14               |
| 47               | Maximilian Cushway ‏ | 125              |

| Decathlon-AG2R La Mondiale DAT | Decathlon-AG2R La Mondiale DAT | Decathlon-AG2R La Mondiale DAT |
| ------------------------------ | ------------------------------ | ------------------------------ |
| م                              | عداء                           | مرتبة                          |
| 51                             | FRA                            | 84                             |
| 52                             | AUS                            | لم يكمل السباق                 |
| 53                             | Noa Isidore ‏                   | 18                             |
| 54                             | Daniel Weis Nielsen ‏           | لم يكمل السباق                 |
| 55                             | Nans Peters ‏                   | 59                             |
| 56                             | Gianluca Pollefliet ‏           | 53                             |
| 57                             | FRA                            | 78                             |

| Unibet Tietema Rockets ‏ RKT | Unibet Tietema Rockets ‏ RKT | Unibet Tietema Rockets ‏ RKT |
| --------------------------- | --------------------------- | --------------------------- |
| م                           | عداء                        | مرتبة                       |
| 61                          | Davide Bomboi ‏              | 77                          |
| 62                          | أندرياس ستوكبرو             | 23                          |
| 63                          | Charles Paige ‏              | 86                          |
| 64                          | Tomáš Kopecký (cyclist) ‏    | 35                          |
| 65                          | Joren Bloem ‏                | لم يكمل السباق              |
| 66                          | Lander Loockx ‏              | 17                          |
| 67                          | Sebastian Nielsen ‏          | 71                          |

| كاجا رورال-سيغوروس ‏ CJR | كاجا رورال-سيغوروس ‏ CJR | كاجا رورال-سيغوروس ‏ CJR |
| ----------------------- | ----------------------- | ----------------------- |
| م                       | عداء                    | مرتبة                   |
| 71                      | إدوارد براديس           | 39                      |
| 72                      | Sergi Darder ‏           | 13                      |
| 73                      | Alex Díaz Álvarez ‏      | 31                      |
| 74                      | Javier Ibañez ‏          | 106                     |
| 75                      | Fernando Barceló ‏       | 11                      |
| 76                      | Iúri Leitão ‏            | لم يكمل السباق          |
| 77                      | Francisco Peñuela ‏      | 15                      |

| أونو-إكس موبيليتي ‏ UXM | أونو-إكس موبيليتي ‏ UXM     | أونو-إكس موبيليتي ‏ UXM |
| ---------------------- | -------------------------- | ---------------------- |
| م                      | عداء                       | مرتبة                  |
| 81                     | Jonas Iversby Hvideberg ‏   | 62                     |
| 82                     | Stian Fredheim ‏            | 9                      |
| 83                     | Rasmus Bøgh Wallin ‏        | 68                     |
| 84                     | Henrik Pedersen (cyclist) ‏ | 29                     |
| 85                     | Martin Urianstad ‏          | 60                     |
| 86                     | Erlend Blikra ‏             | 1                      |
| 87                     | Sakarias Koller Løland ‏    | 47                     |

| سويس ريسينغ أكادمي ‏ TUD | سويس ريسينغ أكادمي ‏ TUD | سويس ريسينغ أكادمي ‏ TUD |
| ----------------------- | ----------------------- | ----------------------- |
| م                       | عداء                    | مرتبة                   |
| 91                      | Alberto Dainese ‏        | 76                      |
| 92                      | Miká Heming ‏            | 95                      |
| 93                      | Aivaras Mikutis ‏        | 82                      |
| 94                      | جويل سوتير              | 124                     |
| 95                      | Roland Thalmann ‏        | 83                      |
| 96                      | Robin Donzé‏             | 109                     |
| 97                      | NOR                     | 104                     |

| Equipo Kern Pharma ‏ EKP | Equipo Kern Pharma ‏ EKP | Equipo Kern Pharma ‏ EKP |
| ----------------------- | ----------------------- | ----------------------- |
| م                       | عداء                    | مرتبة                   |
| 101                     | فرنسيسكو غالفان         | 6                       |
| 102                     | Antonio Jesús Soto ‏     | 16                      |
| 103                     | Mikel Retegi ‏           | لم يكمل السباق          |
| 104                     | Miguel Ángel Fernández ‏ | 103                     |
| 105                     | Hugo Aznar ‏             | 88                      |
| 106                     | Haimar Etxeberria ‏      | لم يكمل السباق          |
| 107                     | Ibai Azanza ‏            | 102                     |

| VF Group-Bardiani CSF-Faizanè VBF | VF Group-Bardiani CSF-Faizanè VBF | VF Group-Bardiani CSF-Faizanè VBF |
| --------------------------------- | --------------------------------- | --------------------------------- |
| م                                 | عداء                              | مرتبة                             |
| 111                               | Federico Biagini ‏                 | 85                                |
| 112                               | Luca Colnaghi ‏                    | 110                               |
| 113                               | Lorenzo Conforti ‏                 | 37                                |
| 114                               | Filippo Fiorelli ‏                 | 12                                |
| 115                               | Filippo Magli ‏                    | 27                                |
| 116                               | Filippo Turconi ‏                  | 41                                |
| 117                               | Enrico Zanoncello ‏                | 22                                |

| برجس بي إتش ‏ BBH | برجس بي إتش ‏ BBH          | برجس بي إتش ‏ BBH |
| ---------------- | ------------------------- | ---------------- |
| م                | عداء                      | مرتبة            |
| 121              | Clément Alleno ‏           | 58               |
| 122              | Rodrigo Álvarez ‏          | 63               |
| 123              | Ángel Fuentes ‏            | 49               |
| 124              | David Martin ‏             | 25               |
| 125              | George Jackson (cyclist) ‏ | لم يكمل السباق   |
| 126              | Vojtěch Kmínek ‏           | لم يكمل السباق   |
| 127              | Antonio Angulo ‏           | 28               |

| بنجوال باوليز ساوكس دبليو بي ‏ WB2 | بنجوال باوليز ساوكس دبليو بي ‏ WB2 | بنجوال باوليز ساوكس دبليو بي ‏ WB2 |
| --------------------------------- | --------------------------------- | --------------------------------- |
| م                                 | عداء                              | مرتبة                             |
| 131                               | Jocelyn Baguelin ‏                 | 52                                |
| 132                               | بيير باربييه                      | 112                               |
| 133                               | Quentin Bezza ‏                    | 101                               |
| 134                               | Tom Portsmouth ‏                   | 34                                |
| 135                               | Henri-François Haquin ‏            | 24                                |
| 136                               | Axandre Van Petegem ‏              | 92                                |
| 137                               | ساشا ويميس                        | 97                                |

| إتش بي بي تي بي – أوبير 93 ‏ AUB | إتش بي بي تي بي – أوبير 93 ‏ AUB | إتش بي بي تي بي – أوبير 93 ‏ AUB |
| ------------------------------- | ------------------------------- | ------------------------------- |
| م                               | عداء                            | مرتبة                           |
| 141                             | Lucas Beneteau ‏                 | 64                              |
| 142                             | Nicolas Breuillard ‏             | 113                             |
| 143                             | Romain Cardis ‏                  | 55                              |
| 144                             | Dillon Corkery ‏                 | 8                               |
| 145                             | Théo Delacroix ‏                 | 105                             |
| 146                             | Jérémy Lecroq ‏                  | لم يكمل السباق                  |
| 147                             | ألان ريو ‏                       | 73                              |

| Van Rysel–Roubaix ‏ VRR | Van Rysel–Roubaix ‏ VRR | Van Rysel–Roubaix ‏ VRR |
| ---------------------- | ---------------------- | ---------------------- |
| م                      | عداء                   | مرتبة                  |
| 151                    | بابتيست بلانكايرت      | 56                     |
| 152                    | Daniel Årnes ‏          | 42                     |
| 153                    | Maxime Jarnet ‏         | 74                     |
| 154                    | كيني مولي              | 70                     |
| 155                    | ايمانويل مورين         | 20                     |
| 156                    | Killian Théot ‏         | 21                     |
| 157                    | Rait Ärm ‏              | لم يكمل السباق         |

| CIC U Nantes Atlantique ‏ UCN | CIC U Nantes Atlantique ‏ UCN | CIC U Nantes Atlantique ‏ UCN |
| ---------------------------- | ---------------------------- | ---------------------------- |
| م                            | عداء                         | مرتبة                        |
| 161                          | Ronan Augé ‏                  | 61                           |
| 162                          | Corentin Devroute ‏           | 122                          |
| 163                          | Justin Ducret ‏               | 80                           |
| 164                          | Similien Hamon‏               | 121                          |
| 165                          | Antoine Hue ‏                 | 100                          |
| 166                          | Lenaïc Langella ‏             | 119                          |
| 167                          | Axel Mariault ‏               | 36                           |

| Nice Métropole Côte d'Azur ‏ NMC | Nice Métropole Côte d'Azur ‏ NMC | Nice Métropole Côte d'Azur ‏ NMC |
| ------------------------------- | ------------------------------- | ------------------------------- |
| م                               | عداء                            | مرتبة                           |
| 171                             | Damien Girard (cyclist) ‏        | 126                             |
| 173                             | Andrea Mifsud ‏                  | 67                              |
| 174                             | Axel Narbonne-Zuccarelli ‏       | 66                              |
| 175                             | Alexander Konijn ‏               | 118                             |
| 176                             | Andrei Carbunarea‏               | 107                             |
| 177                             | Carter Guichard‏                 | 120                             |

| Soudal–Quick-Step Devo Team ‏ SQD | Soudal–Quick-Step Devo Team ‏ SQD | Soudal–Quick-Step Devo Team ‏ SQD |
| -------------------------------- | -------------------------------- | -------------------------------- |
| م                                | عداء                             | مرتبة                            |
| 181                              | Jonathan Vervenne ‏               | 81                               |
| 182                              | BEL                              | 91                               |
| 183                              | SLO                              | 38                               |
| 184                              | ESP                              | 93                               |
| 185                              | Hodei Muñoz Gabiña ‏              | 26                               |
| 186                              | Renato Favero ‏                   | 79                               |
| 187                              | BEL                              | 123                              |

| MYVELO Pro Cycling Team ‏ MCT | MYVELO Pro Cycling Team ‏ MCT | MYVELO Pro Cycling Team ‏ MCT |
| ---------------------------- | ---------------------------- | ---------------------------- |
| م                            | عداء                         | مرتبة                        |
| 191                          | GER                          | 117                          |
| 192                          | Nils Brun ‏                   | 89                           |
| 193                          | SUI                          | 116                          |
| 195                          | Jan Sommer ‏                  | 72                           |
| 196                          | Tillman Sarnowski‏            | 99                           |
| 197                          | Miron Lipp‏                   | 127                          |

## التصنيف العام النهائي
| التصنيف العام         | التصنيف العام     | التصنيف العام                 | التصنيف العام | التصنيف العام |
| العداء                | العداء            | الفريق                        | الوقت         |               |
| --------------------- | ----------------- | ----------------------------- | ------------- | ------------- |
| 1                     | Erlend Blikra ‏    | أونو-إكس موبيليتي ‏            | 4 س 32 د 18 ث |               |
| 2                     | بريان كوكار       | كوفيديس                       | + 0 ث         |               |
| 3                     | جيربن تايسن ‏      | انترمارشي وانتي جوبيرت ماتيرو | + 0 ث         |               |
| 4                     | كليمان فنتوريني   | فورتنيو سامسيك                | + 0 ث         |               |
| 5                     | جينثي بيرمانز ‏    | فورتنيو سامسيك                | + 0 ث         |               |
| 7                     | Florian Dauphin ‏  | ديركت إينرجي                  | + 0 ث         |               |
| 8                     | Dillon Corkery ‏   | إتش بي بي تي بي – أوبير 93 ‏   | + 0 ث         |               |
| 9                     | Stian Fredheim ‏   | أونو-إكس موبيليتي ‏            | + 0 ث         |               |
| 10                    | Eddy Le Huitouze ‏ | إف دي جي                      | + 0 ث         |               |
|                       |                   |                               |               |               |
| مصدر: ProCyclingStats |                   |                               |               |               |

## وصلات خارجية
- الموقع الرسمي
- لمحة عن سباق لا رو تورانجيل 2025 على موقع  ProCyclingStats   (برو  سايكلنج  ستاتس) - إحصاءات  محترفي  الدراجات.
- لا رو تورانجيل 2025 على موقع إحصائيات الدراجات الإحترافية (الإنجليزية)